# Месје 61
Месје 61 (М61) је спирална галаксија у сазвежђу Девица која се налази у Месјеовом каталогу објеката дубоког неба.
Деклинација објекта је + 4° 28' 22" а ректасцензија 12h 21m 54,9s. Привидна величина (магнитуда) објекта М61 износи 9,3 а фотографска магнитуда 10,1. Налази се на удаљености од 15,2000 милиона парсека од Сунца. М61 је још познат и под ознакама NGC 4303, UGC 7420, MCG 1-32-22, IRAS 12194+0444, CGCG 42-45, VCC 508, PGC 40001.